# Anapireksja
Anapireksja – stan eutermii (dobroczynny dla organizmu), polegający na obniżeniu temperatury nastawczej organizmu; stan odwróconej gorączki; stan anapireksji wywołuje m.in. trauma (np. duży ubytek krwi), endotoksemia (posocznica), neurotoksyny (np. alkohole). Anapireksja ma działanie neuroprotekcyjne, więc jest stanem pożądanym przy uszkodzeniach mózgu, niedotlenieniu itp. 
Odróżnia się hipotermię od anapireksji. Stan, w którym organizm nie jest w stanie utrzymać odpowiedniej temperatury ciała (na przykład na skutek przebywania na mrozie) nazywa się hipotermią, natomiast w anapireksji organizm obniża w ośrodku termoregulacji swój punkt nastawczy (tzw. set point) co powoduje obniżenie temperatury. Obniżenie temperatury w anapireksji nie wynika jednak z niemożności jej osiągnięcia, ale z konieczności oszczędnego gospodarowania tlenem.

## Fizjologiczny sens anapireksji
Anapireksja występuje zazwyczaj podczas przebywania w warunkach wysokogórskich (adaptacja do środowiska o niższym ciśnieniu tlenu) lub w stanach poreanimacyjnych. Stanowi formę ochrony organizmu w warunkach niedotlenienia. Zgodnie z regułą van ’t Hoffa przy niższej temperaturze reakcje enzymatyczne – a w konsekwencji cały metabolizm – ulegają znacznemu spowolnieniu. W przypadku niedoboru tlenu (który jest niezbędny do prawidłowego metabolizmu) spowolnienie metabolizmu jest formą obrony organizmu – narządy takie jak wątroba czy jelita pracują wolniej (a w konsekwencji zużywają mniej tlenu) pozostawiając go dla ważniejszych do przeżycia narządów takich jak mózg czy nadnercza.